# Hallenweltmeisterschaften im Bogenschießen 1993
Die 2. Hallenweltmeisterschaften im Bogenschießen wurden vom 5. bis 7. März 1993 im französischen Perpignan ausgetragen.

## Ergebnisse

### Recurvebogen
| Disziplin     | Gold               | Silber          | Bronze               |
| ------------- | ------------------ | --------------- | -------------------- |
| Männer Einzel | Gennadi Mitrofanow | Wu Tsung-yi     | Stanyslaw Sabrodskyj |
| Frauen Einzel | Jennifer O’Donnell | Natalia Valeeva | Wolha Jakuschawa     |

### Compoundbogen
| Disziplin     | Gold          | Silber       | Bronze         |
| ------------- | ------------- | ------------ | -------------- |
| Männer Einzel | Kirk Ethridge | Paw Lassew   | Dee Wilde      |
| Frauen Einzel | Inga Low      | Glenda Doran | Hélène Joinier |

## Medaillenspiegel
| Platz  | Land               | Gold | Silber | Bronze | Gesamt |
| ------ | ------------------ | ---- | ------ | ------ | ------ |
| 1      | Vereinigte Staaten | 3    | 1      | 1      | 5      |
| 2      | Russland           | 1    | –      | –      | 1      |
| 3      | Chinesisch Taipeh  | –    | 1      | –      | 1      |
| 3      | Dänemark           | –    | 1      | –      | 1      |
| 3      | Moldau             | –    | 1      | –      | 1      |
| 6      | Belarus            | –    | –      | 1      | 1      |
| 6      | Frankreich         | –    | –      | 1      | 1      |
| 6      | Ukraine            | –    | –      | 1      | 1      |
| Gesamt | Gesamt             | 4    | 4      | 4      | 12     |